# Henry Drummond (Bankier)

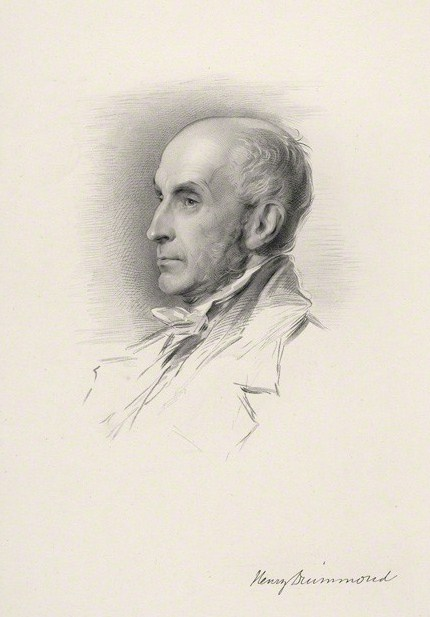
Henry Drummond

Henry Drummond (* 5. Dezember 1786 in Alresford, Hampshire; † 20. Februar 1860 in Albury, Surrey) war Mitglied des Unterhauses. Bekannt wurde er als Mitbegründer und späterer Apostel der katholisch-apostolischen Gemeinden.

## Leben
Henry Drummond war der älteste Sohn von Henry Drummond, einem angesehenen Londoner Bankier. Ab 1793 wurde er an der Harrow School erzogen. Danach studierte er  ab 1802 am Christ Church College in Oxford. 1817 zog er sich aus seiner Kirche, der Church of England, zurück und schloss sich evangelikalen Kreisen an. Nach dem Tod seines Vaters und dem Ausstieg aus der väterlichen Bank bezog er ein gutes Einkommen und stellte sich daher in den Dienst der von Henry Thornton, William Wilberforce, Thomas Chalmers, Edward Irving sowie James und Robert Haldane getragenen Erweckungsbewegung.
Im Juni 1817 ging er mit seiner Frau nach Genf, wo er erneut auf Robert Haldane traf und sich verstärkt missionarischen Unternehmungen zuwandte. Drummond hatte einen Einfluss auf die Genfer Erweckungsbewegung, den Réveil.
In den Jahren 1826–1830 organisierte er auf seinem Landgut Albury Park Zusammenkünfte von etwa 30 Geistlichen verschiedener Kirchen und namhaften Laien. Bei der ersten Konferenz am 1. Sonntag im Advent 1826 handelte es sich um eine achttägige Zusammenkunft, um unter Gebet und Bibelstudium die unterschiedlichen Deutungen prophetischer Verheißungen und die daraus resultierenden Endzeiterwartungen zu klären. Die Ergebnisse dieser Gespräche, deren prominentester Teilnehmer Edward Irving war, wurden von Drummond veröffentlicht.
Inzwischen war es in Schottland und London zu charismatischen Erweckungen gekommen. Im Juni 1831 hörte Drummond erstmals von den aufgetretenen Geistesgaben. Er untersuchte diese zunächst skeptisch, war dann aber von deren göttlichem Ursprung überzeugt. Daraufhin initiierte er eigene Gebetsversammlungen, was den Widerstand des Ortspfarrers und Vorsitzenden der Albury-Konferenzen, McNeile, hervorrief. Deshalb begann Drummond am 29. Juli 1832 mit seiner Familie und ca. 20 Gleichgesinnten eigene Gottesdienste auf seinem Landgut zu halten. Im ersten Gottesdienst trat erstmals die Gabe der Prophetie hervor. Am 20. Oktober 1832 wurde Henry Drummond dann zum „Hirten“ der ersten katholisch-apostolischen Gemeinde berufen. Elf Tage später, am 31. Oktober 1832, wurde John Bate Cardale erstmals als Apostel angesprochen.
Am zweiten Weihnachtstag 1832 ordinierte Cardale Drummond als „Engel“ (= Bischof) der Hausgemeinde von Albury, die damit nun das Abendmahl feiern durfte. Bei dem von Drummond sofort informierten Ortspfarrer stieß er damit abermals auf Ablehnung. Am 25. September 1833 wurde auch Drummond als Apostel berufen.
1836 erklärte Drummond aufgrund einer Prophezeiung, dass den Aposteln die Stämme Israels anvertraut würden. Jeder Apostel wurde daraufhin einem der 12 Stämme zugeordnet und erhielt ein Arbeitsgebiet. (Daraus folgte sehr viel später die Entwicklung des neuapostolischen Stammapostelamtes.) Henry Drummond erhielt den Stamm Benjamin zugewiesen, was Schottland und die protestantische Schweiz bedeutete. 
Bis zum 12. Juli 1836 wirkte er als „Engel“ der Gemeinde Albury, als „Pfeiler der Hirten“ und als Apostel. Er setzte sich sehr für die Ausbreitung des katholisch-apostolischen Werkes ein und konnte am 1. Juli 1849 in Basel und am 18. Oktober 1850 in Paris eine Gemeinde gründen.
Am 20. Februar 1860 starb Henry Drummond im Alter von 73 Jahren. Er ist mit seiner Frau und vier seiner Kinder in Albury Park begraben.

## Familie
Henry Drummonds Vater, Henry Drummond Senior († 1794), hatte fünf Kinder, darunter Spencer Rodney Drummond und Elizabeth Drummond.

## Weblink
- Henry Drummond im Zentralarchiv der Neuapostolischen Kirche Westdeutschland